# Baïdak
 (juillet 2025).

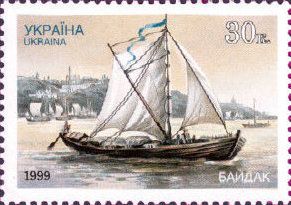
Timbres ukrainien représentant un baïdak, 1999.

Le Baïdak (байда́к) était un voilier en bois semblable à une cogue. Il avait un fond plat et affleurant d'environ 3 à 4 mètres de large, qui se rétrécissait jusqu'aux extrémités effilées, et un mât de 5 mètres. Mesurant environ 15 à 20 (ou 36 à 60) mètres de long, un baïdak pouvait transporter une charge d'environ 200 tonnes. Il pouvait être actionné à l'aide de rames ou de voiles.
Les baïdaks étaient utilisés du XVIe au XIXe siècle sur le territoire de l'Ukraine actuelle, principalement pour la livraison de marchandises sur les fleuves Dniepr et Don ; ils étaient également fréquemment utilisés par les cosaques zaporogues pour leurs campagnes militaires vers la mer Noire.